# Osmina
Osmina je stará ruská měrná jednotka, jenž vyjadřovala jednu osminu nějaké jiné základní měrné  jednotky.

## Příklady

### Jednotky objemu
- od 18. století do roku 1918 : jedna osmina = 13,10 litru = 0,5 četverť (což je rusky : čtvrtina)
- alternativní hodnota : jedna osmina = 105,5 litrů

### Jednotky hmotnosti
- v 17. století také jednotka hmotnosti pro sypké látky : jedna osmina = 33 až 66 kilogramů = 2 až 4 pudy žita

### Plošný obsah
- v 17. století : jedna osmina = 600 metrů čtverečních =

## Použitý zdroj
- Malý slovník jednotek měření, vydalo nakladatelství Mladá fronta v roce 1982, katalogové číslo 23-065-82